# 奥塔卡尔·西穆涅克
奥塔卡尔·西穆涅克（捷克語：Otakar Šimůnek，1908年10月23日—1972年6月19日），捷克斯洛伐克共产党分管经济计划的副总理，安东宁·诺沃提尼的追随者。。

## 获奖
- 克莱门特·哥特瓦尔德勋章（1958年10月22日）[2]
- 共和国勋章（1955年5月7日）[3]